# Markaz Imbābah
Markaz Imbābah (arabiska: مركز إمبابة) är en region i Egypten.   Den ligger i guvernementet Giza, i den norra delen av landet, 25 km nordväst om huvudstaden Kairo.